# Szakakibara Kenkicsi
Szakakibara Kenkicsi (Ocuka, 1830. december 19. – 1894. szeptember 11.) a Dzsikisin Kage-rju Kendzsucu 14. nagymestere.
Szakakibara Raszutaro elsőszülött fia volt, és születésekor a Tomojosi nevet kapta.

## Életpályája

### A kendzsucu-bajnokságok
A nagymester azzal vált híressé, hogy ő rendezett először nyílt kendzsucu-bemutatókat a Meidzsi-korban. Az ötletet egy nyilvános kardpárbaj ihlette, amit Tokugava Iemocsi sógun emlékére rendeztek meg 1873-ban.
Az első bemutatót végignézte az asakusai Szennendzsi Templom főpapja, és azonnal rabul ejtette a kardforgatás művészete, amit életében akkor láthatott először. Ő, és még néhányan a nézők közül összefogtak, és megkérték Kenkicsit, hogy rendezzen egy bajnokságot, amit ők anyagilag támogatnak. Kenkicsinek tetszett az ötlet, mert úgy gondolta, hogy ezzel segíthet sok olyan kardforgatónak, akikre már nem volt szükség, és akiket a Meidzsi-restauráció a szegénységbe és éhezésbe taszított. Az első bemutató tíz napon át tartott, 1873. április 15-től 25-ig. A bajnokság, amit maga Szakakibara vezetett, Kankjo gekkenkai néven vált híressé és olyan sikeresnek bizonyult, hogy egy hónapon belül több mint húsz bajnokságot rendeztek Tokióban. Ám az új kormánynak ez egyáltalán nem tetszett, attól féltek, hogy valakinek eszébe jut hadsereget toborozni a részt vevő kardvívókból a kormány ellen. Ezért a bemutatókat 1873 júliusában betiltották, és a tilalmat nem is oldották fel egészen 1876-ig.
Szakakibara kalandos körülmények között, nagy nehézségek árán lett a dzsikisin kage-rjú nagymestere. Már tizenhárom éves korában a 13. nagymester, Odani Nobutomo Simoszanokami tanítványaként kezdte a tanulást. A menkjo kaident 1856-ban huszonhét évesen kapta meg. Azért ennyire későn, mert olyan szegény volt, hogy nem tudta kifizetni az ilyenkor hagyományosan megtartott ünnepség költségeit. Odani, látva tanítványa rossz anyagi helyzetét, átvállalta a költségeket, és így Kenkicsi megkaphatta a végbizonyítványát.

### Ifjúkora
Mestere ajánlására megkapta a Tokugava-kormány által alapított és fenntartott Kobuso harcművészeti iskola segédvezetői állását. Ugyanebben az évben Kenkicsi feleségül vette Takát, Mihasi Ivadzsiro lányát, aki a sógun hatamotója, személyes szolgálója volt abban az időben. Taka édesanyja a híres Kacu Kaisú (1823-1899) húga volt. (Kacu aktív politikai szerepet töltött be a Meidzsi-restauráció alatt, amikor a Tokugava-sógunátus összeomlott.)
Kenkicsi szorgalmasan dolgozott kendzsucu-oktatóként, míg két évvel később, 1858-ban kinevezték az intézmény főinstruktorává, 1863-ban pedig már évi 300 rjo fizetést kapott (1 rjo = 1 zsák rizs), mint Edo kastélyának egyik magas rangú felügyelője, és engedélyezték, hogy belépjen a kastélyba egy vörös lándzsával, és előkelő látogatók kíséretét láthassa el. Ezt a magas beosztást már nem csak Odani szenszei ajánlásának köszönhette, hanem annak is, hogy Tokugava Iemocsi, a 14. sógun kedvelte, és becsülte Szakakibara nyílt és őszinte személyiségét.
Kenkicsi kiváló tanítvány volt Odani iskolájában, de kendzsucuban sokkal gyengébbnek tartották mint Simada Toranoszukét, annak ellenére, hogy a sógun jelenlétében legyőzte a híres szódzsucu-mestert (lándzsavívás), Takahasi Isze no Kamit. Simada Kacu Kaisu tanára volt. Fiatalon, harminckilenc éves korában hunyt el.
Amikor 1866 júliusában az alig 21 éves Tokugava Iemocsi sógun meghalt, Kenkicsi felmondta az állását a palotában. Ahelyett, hogy az új sógun, Tokugava Josinobu szolgálatába állt volna, megnyitotta saját dódzsóját Sitaja Kurumaszakában (Tokióban) és tanítványokat fogadott.
1868. május 15-én a Sogitai (a sógun magánhadserege), ami addig Uenoban állomásozott, először csapott össze a császár seregével. Kenkicsi nem vett részt a harcban, mert azt a feladatot kapta, hogy védje meg Rinnodzsi-no-miját, az Ueno Kaneidzsi Templom apátját. Az apátot a hátán cipelve menekült el a csatából Mikavasimába.
Később ő lett a kapitánya Tajaszu Kamenosuke testőrségének. Tajaszu volt a sóguni rang 16. várományosa. Szakikabara Sinozukába költözött 1868 augusztusában, és egészen 1870-ig Tajaszu szolgálatában maradt.

## Jelentősége
Miután a feudális rendszer összeomlott, és a prefektúrák és daimjók addigi rendszerét megszüntették, Kenkicsi visszaköltözött Tokióba, és régi dódzsójában kezdett el újra tanítani. Nehéz idők jártak rá ekkor, hiszen a szamurájarisztokrácia felszámolásával az emberek már nem akartak kendzsucut, és harcművészeteket tanulni. Ezért is volt nagy jelentősége az általa szervezett bemutatóknak.